# Kipitaakii
Kipitaakii (Kipitaki; Old-Woman, Old Woman, Old Lady, Old-Lady, Old Lady Coyote, Old Woman Coyote), Starica i njezin muž, Napi (Starac), kulturni su heroji i transformatorske figure plemena Blackfoot (Crnonogi ili Crna stopala). Poput drugih heroja algonquijske kulture, Starica se često prikazuje kao glupo biće ili čak problematična, ali ona je također i dobronamjerna kreatorka koja često pomaže ljudima ili ih podučava važnim znanjima. U nekim legendama Crnonogih Indijanaca i Starac i Starica povezuju se s kojotima (neki ih pripovjedači Crnonogih čak nazivaju "Starac Kojot" i "Starica Kojot", kao što to čine Indijanci Vrana.) U drugim legendama Crnonogih Starac i Starica nemaju nikakve posebne veze s kojotima i umjesto toga se opisuju kao prvi muškarac i žena koje je stvorio Stvoritelj, koji je zauzvrat stvorio ostatak čovječanstva.